# Piet Burgers
Pieter Hendrik (Piet) Burgers (Amsterdam, 25 december 1932 – Zaandam, 29 juni 2015) was een voetballer van AFC Ajax en 't Gooi.

## Voetbalcarrière
Burgers was afkomstig van DWV en speelde zijn eerste wedstrijd voor Ajax op 21 maart 1954 tegen Stormvogels.
Een week later in de thuiswedstrijd tegen Enschedese Boys scoorde hij zijn eerste doelpunt. Het duel eindigde in 2-2 en de openingstreffer was van Burgers.
Hij speelde in totaal 38 wedstrijden voor Ajax waarin hij dertig keer scoorde. Zijn beste seizoen was 1954/55. Voor de invoering van de profcompetitie van de KNVB in november 1954, scoorde hij al elfmaal in negen duels in de afgebroken competitie. Ook na de herstart in de volledige competitie, die duurde van eind november 1954 tot eind juni 1955, werd hij clubtopscorer van Ajax.  
In het seizoen 1955/56 raakte hij zijn basisplaats kwijt aan nieuwkomer Piet van der Kuil die overkwam van VSV. Burgers bleef toen op vier gespeelde duels steken. Zijn laatste wedstrijd was op 28 april 1956 tegen DOS. Daarna vertrok hij naar 't Gooi waar hij in 1961 zijn loopbaan beëindigde.

## Carrièrestatistieken
| Seizoen         | Club            | Land            | Competitie                   | Competitie | Competitie | Beker | Beker | Internationaal | Internationaal | Overig | Overig | Totaal | Totaal |
| Seizoen         | Club            | Land            | Competitie                   | Wed.       | Dlp.       | Wed.  | Dlp.  | Wed.           | Dlp.           | Wed.   | Dlp.   | Wed.   | Dlp.   |
| --------------- | --------------- | --------------- | ---------------------------- | ---------- | ---------- | ----- | ----- | -------------- | -------------- | ------ | ------ | ------ | ------ |
| 1953/54         | Ajax            | Nederland       | Eerste klasse A              | 2          | 1          | –     | –     | 0              | 0              | 0      | 0      | 2      | 1      |
| 1954/55         | Ajax            | Nederland       | Eerste klasse B (Afgebroken) | 9          | 11         | –     | –     | 0              | 0              | 0      | 0      | 9      | 11     |
| 1954/55         | Ajax            | Nederland       | Eerste klasse D              | 23         | 18         | –     | –     | 0              | 0              | 0      | 0      | 23     | 18     |
| 1955/56         | Ajax            | Nederland       | Hoofdklasse A                | 4          | 0          | –     | –     | 0              | 0              | 0      | 0      | 4      | 0      |
| 1956/57         | 't Gooi         | Nederland       | Tweede divisie B             | –          | 16         | –     | 0     | 0              | 0              | 0      | 0      | –      | 16     |
| 1957/58         | 't Gooi         | Nederland       | Tweede divisie A             | –          | 6          | –     | 0     | 0              | 0              | 0      | 0      | –      | 6      |
| 1958/59         | 't Gooi         | Nederland       | Tweede divisie A             | –          | 30         | –     | 0     | 0              | 0              | 0      | 0      | –      | 30     |
| 1959/60         | 't Gooi         | Nederland       | Eerste divisie A             | –          | 6          | –     | –     | 0              | 0              | 0      | 0      | –      | 6      |
| 1960/61         | 't Gooi         | Nederland       | Eerste divisie B             | –          | 2          | –     | 0     | 0              | 0              | 0      | 0      | –      | 2      |
| Carrière totaal | Carrière totaal | Carrière totaal | Carrière totaal              | –          | 90         | –     | 0     | 0              | 0              | 0      | 0      | –      | 90     |

## Erelijst
't Gooi
| Nationaal      |    |         |
| Tweede divisie | 1x | 1958/59 |